# ماثيو تايلور

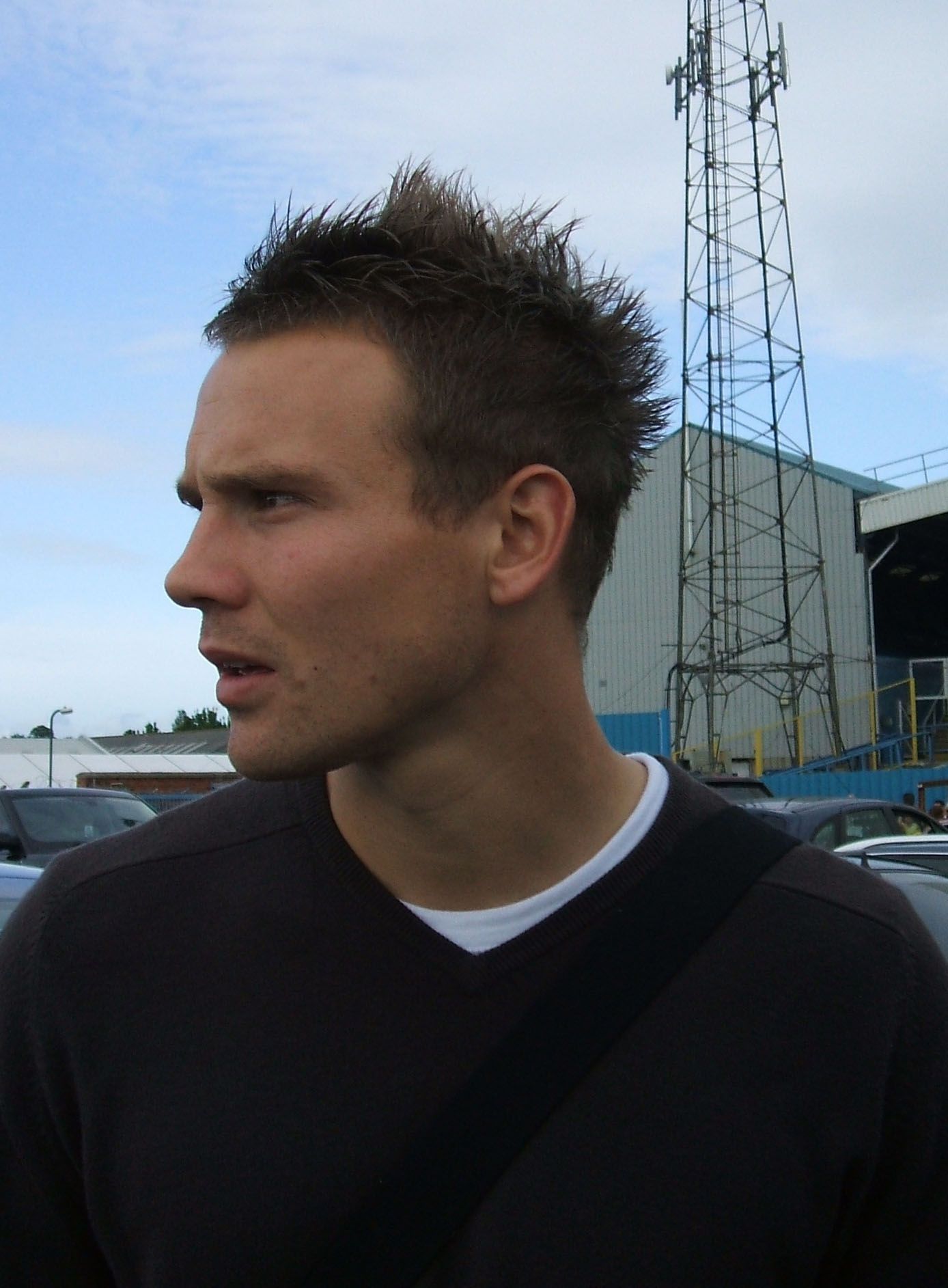
ماثيو تايلور

ماثيو جون تايلور (بالإنجليزية: Matthew Taylor)‏، من مواليد 27 نوفمبر 1981 في أوكسفور في إنجلترا، لاعب كرة قدم إنجليزي.
بدأ مسيرته الكروية مع نادي لوتون تاون في عام 1999، ولعب معهم حتى عام 2002، وشارك معهم في 129 مباراة وسجل 16 هدف، ومنذ عام 2002 وهو يلعب مع نادي بورتسموث، وهو يلعب مع نادي بولتون واندررز.

## روابط خارجية
- ماثيو تايلور على موقع قاعدة بيانات كرة القدم.إي يو (الإنجليزية)
- ماثيو تايلور على موقع Soccerbase.com (لاعب) (الإنجليزية)
- ماثيو تايلور على موقع Soccerway.com (الإنجليزية)
- ماثيو تايلور على موقع عالم كرة القدم.نت (الإنجليزية)
- ماثيو تايلور على موقع كووورة
- ماثيو تايلور على موقع AS.com (الإسبانية)